# Església d'Irlanda
L'Església d'Irlanda (en irlandès Eaglais na hÉireann) és una província autònoma de la Comunió Anglicana. L'església opera en totes les parts d'Irlanda, tant a la República d'Irlanda com a Irlanda del Nord i és el segon major grup religiós de l'illa després de l'Església Catòlica Romana. Igual que altres esglésies anglicanes ha conservat elements de la pre-Reforma i a la pràctica és episcopal en política, alhora que rebutja el poder papal així com la incorporació de moltes de les reformes teològiques i litúrgiques del luteranisme.

## Introducció

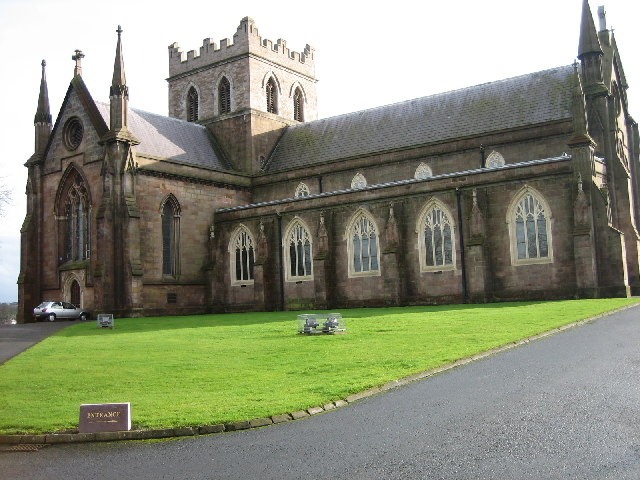
Catedral de Sant Patrici a Armagh

Quan l'Església d'Anglaterra va trencar la comunió amb l'Església Catòlica Romana, tots menys dos dels bisbes de l'Església a Irlanda, van seguir l'Església d'Anglaterra, canvi que no es va produir en el clergat de base o encara menys en els laics. El nou òrgan es va convertir en l'església oficial de l'estat i va assumir la possessió de béns majoria de les esglésies (i així es va mantenir una gran mostra de l'arquitectura religiosa i altres articles, encara que alguns van ser destruïts). La gran majoria de la població es va mantenir fermament catòlica tot i els avantatges polítics i econòmics de la integració a l'església de l'estat. Malgrat la seva minoria numèrica, però, l'Església d'Irlanda es va mantenir com l'església oficial de l'estat fins que va ser secularitzada l'1 de gener de 1871 pel govern liberal de William Ewart Gladstone.
Avui l'Església d'Irlanda, després de l'Església Catòlica Romana, és la segona congregació més gran d'Irlanda. A Irlanda del Nord, ocupa el tercer lloc, després de l'Església Catòlica Romana i l'Església Presbiteriana d'Irlanda.